# Full Metal Panic? Fumoffu
Full Metal Panic? Fumoffu (フルメタル・パニック？ふもっふ?, Furumetaru Panikku? Fumoffu) è uno spin-off della famosa serie Full Metal Panic! prodotto dalla Kyoto Animation nel 2003. È stato trasmesso per la prima volta in Italia dall'emittente MTV dal 15 novembre 2005 al 7 febbraio 2006 dalle 21.30 alle 22.00 e replicata quotidianamente alle 20.05 dal 20 ottobre all'8 novembre 2006 e dal 26 febbraio 2008 alle 22.00 ogni martedì. Composta da un totale di 17 episodi, MTV Italia ha mandato in onda un episodio aggiuntivo costituito da vari ritagli comici rimontati nel periodo natalizio (27 dicembre 2005).
Tutti i personaggi della serie originale vengono mantenuti praticamente inalterati. Il luogo e l'atmosfera però sono quelli tipici del classico anime incentrato sulla vita scolastica dei protagonisti. Non esiste una vera e propria trama di base, infatti ogni episodio è auto-conclusivo. Alcuni episodi durano circa 14 minuti e solitamente per questo vengono trasmessi in coppia.
Alcune scene di Fumoffu rielaborano in chiave comica altri anime di successo quali GTO e Neon Genesis Evangelion, ma anche film come Full Metal Jacket o telefilm come A-Team, con cui condivide una sigla delle anticipazioni molto simile.

## Trama
La serie è incentrata particolarmente sul rapporto sentimentale Sosuke-Kaname e in alcune puntate sul rapporto sentimentale Sosuke-Teletha.
Abbandonate le atmosfere fantascientifiche e "serie" dei precedenti episodi, abbraccia una comicità fatta di gag a ripetizione basate sull'incapacità di Sōsuke Sagara di vivere come un normale adolescente invece che come un soldato. Così ogni situazione all'apparenza comune, si trasforma agli occhi del ragazzo in una possibile minaccia per la sua compagna di scuola che, dal canto suo, prova in tutti i modi a riportare l'amico con i piedi per terra senza però aver successo.
Per proteggere meglio Kaname, inoltre Sōsuke s'impossessa di un costume raffigurante Bonta-kun (mascotte del parco divertimenti Fumo Fumo Land) trasformandolo in un esoscheletro ad alta tecnologia da usare come camuffamento in ambito "civile". Risultato: maniaci e mafiosi si troveranno in seguito a dover fronteggiare questo pericolosissimo pupazzo.

## Edizione italiana

### Doppiaggio
- Studio di doppiaggio: Cast Doppiaggio, eseguito presso DPT Srl (Roma)
- Dialoghi italiani: Barbara Chies
- Direzione del doppiaggio: Massimiliano Alto
- Assistente al doppiaggio: Riccardo Rinaldi

| Personaggio             | Doppiatore originale | Doppiatore italiano |
| ----------------------- | -------------------- | ------------------- |
| Sōsuke Sagara           | Tomokazu Seki        | Simone D'Andrea     |
| Kaname Chidori          | Satsuki Yukino       | Perla Liberatori    |
| Kyoko Tokiwa            | Ikue Kimura          | Federica De Bortoli |
| Bonta-Kun               | Tomoko Kaneda        | Eva Padoan          |
| Shinji Kazama           | Mamiko Noto          | Alessio De Filippis |
| Ren Mikihara            | Rie Tanaka           | Sara Ferranti       |
| Mizuki Inaba            | Sayuri Yoshida       | Alida Milana        |
| Atsunobu Hayashimizu    | Toshiyuki Morikawa   | Oreste Baldini      |
| Issei Tsubaki           | Jun Fukuyama         | Patrizio Cigliano   |
| Honodi                  |                      | Leonardo Graziano   |
| Prof.ssa Eri Kagurazaka | Rio Natsuki          | Roberta Pellini     |
| Teletha Testarossa      | Yukana Nogami        | Letizia Ciampa      |
| Kurz Weber              | Shinichiro Miki      | Massimiliano Alto   |
| Melissa Mao             | Michiko Neya         | Barbara De Bortoli  |
| Andrey Kalinin          | Akio Ohtsuka         | Leslie La Penna     |
| Richard Mardukas        | Tomomichi Nishimura  | Dario De Grassi     |
| Preside Hirai           |                      | Aurora Cancian      |
| Masatami Hyuga          |                      | Daniele Raffaeli    |

## Episodi

Sōsuke e Kaname nel decimo episodio

La lista che segue rispetta l'ordine dell'edizione DVD pubblicata in Giappone a confronto con quella della prima trasmissione su MTV Italia. In Giappone non è stata trasmessa la seconda parte dell'episodio 1 e la prima parte dell'episodio 2: il 26 agosto 2003 è stato quindi trasmesso l'episodio 1a congiuntamente al 2b. Gli episodi 5a/5b e 6a/6b risultano invertiti tra la programmazione giapponese e quella italiana.
| Nº Ja | Nº It | Titolo italiano Giapponese 「Kanji」 - Rōmaji | In onda           | In onda          |
| Nº Ja | Nº It | Titolo italiano Giapponese 「Kanji」 - Rōmaji | Giapponese        | Italiano         |
| 1     | 1     | L'uomo venuto dal sud 「南から来た男」 - Minami kara kita otokoHostage senza negoziati 「妥協無用のホステージ」 - Dakyō muyō no hosutēji                      | 26 agosto 2003    | 15 novembre 2005 |
| 2     | 2     | Hostility non ricambiata 「すれ違いのホスティリティ」 - Surechigai no hosutiritiLunchtime sprecato 「空回りのランチタイム」 - Karamawari no ranchitaimu       | 26 agosto 2003    | 22 novembre 2005 |
| 3     | 3     | Summer Illusion d'acciaio 「鋼鉄のサマー・イリュージョン」 - Kōtetsu no Samā Iryūjon                                                                          | 2 settembre 2003  | 29 novembre 2005 |
| 4     | 4     | Hamburger Hill artistico 「芸術のハンバーガー・ヒル」 - Geijutsu no hanbāgā hiruUna fedele stake out 「一途なステイク・アウト」 - Ichizu na suteikuauto       | 9 settembre 2003  | 6 dicembre 2005  |
| 5     | 6     | Fetish del far comprare sotto minaccia 「押し売りのフェティッシュ」 - Oshiuri no fetisshuPatient delle tenebre 「暗闇のペイシェント」 - Kurayami no peishento | 16 settembre 2003 | 20 dicembre 2005 |
| 6     | 5     | Grappler puro e impuro 「純で不純なグラップラー」 - Jun de fujun na gurappurāTrespass con buone intenzioni 「善意のトレスパス」 - Zen'i no toresupasu         | 7 ottobre 2003    | 13 dicembre 2005 |
| -     | 7     | Full Metal Panic Pandemonium!? | -                 | 27 dicembre 2005 |
| 7     | 8     | War cry esagerato 「やりすぎのウォークライ」 - Yari sugi no wōkurai                                                                                           | 14 ottobre 2003   | 3 gennaio 2006   |
| 8     | 9     | L'arrivo in Giappone della dea (capitolo della sofferenza) 「女神の来日（受難編）」 - Megami no rainichi (junan hen)                                          | 21 ottobre 2003   | 10 gennaio 2006  |
| 9     | 10    | L'arrivo in Giappone della dea (capitolo delle terme) 「女神の来日（温泉編）」 - Megami no rainichi (onsen hen)                                               | 28 ottobre 2003   | 17 gennaio 2006  |
| 10    | 11    | Fancy senza codice d'onore 「仁義無きファンシー」 - Jingi naki fanshī                                                                                         | 4 novembre 2003   | 24 gennaio 2006  |
| 11    | 12    | Il blue bird che non fa quello che dici 「ままならないブルーバード」 - Mamanaranai burūbādo                                                                   | 11 novembre 2003  | 31 gennaio 2006  |
| 12    | 13    | L'hot spot della quinta ora 「五時間目のホット・スポット」 - Go jikan me no hotto supotto                                                                     | 18 novembre 2003  | 7 febbraio 2006  |

## Colonna sonora
- Sigla iniziale: Sore ga, Ai deshou? - eseguita da Mikuni Shimokawa.
- Sigla finale: Kimi ni Fuku Kaze - eseguita da Mikuni Shimokawa.

## Citazioni da altre opere
- Nel primo episodio L'uomo venuto dal sud il vice preside è uguale nell'aspetto e nei modi ad Hiroshi Uchiyamada di Great Teacher Onizuka.
- Nell'ottavo episodio War cry Esagerato Sōsuke addestra i membri del club di rugby lanciandogli insulti molto simili a quelli del sergente maggiore Hartman in Full Metal Jacket. Inoltre, Sōsuke ordina ai membri del club di dar un nome alla propria palla da rugby, così come il sergente Hartman impone ai suoi soldati di scegliere un nome per il loro fucile.
- Il titolo del decimo episodio Fancy senza codice d'onore, è ispirato a quello del famoso film del regista Kinji Fukasaku sul mondo della yakuza: Lotta senza codice d'onore.
- Nella puntata Fetish del far comprare sotto minaccia, la poliziotta utilizza una pistola identica per aspetto alla Hades di Train Heartnet, il protagonista dell'anime/manga Black Cat.
- In Summer Illusion d'acciaio, il ragazzo facoltoso che invita Kaname nella sua villa, rappresenta una parodia del protagonista di Neon Genesis Evangelion, Shinji Ikari. Il riferimento a Shinji viene fatto durante il dialogo tra Kaname e il ragazzo, il quale presenta un comportamento depresso, debole e insicuro, accompagnato da discorsi fin troppo profondi per un ragazzino, tipici proprio del protagonista di NGE. Nel doppiaggio italiano la somiglianza è resa ancor più evidente dal fatto, forse involontario, che i due personaggi condividono la stessa voce (quella di Daniele Raffaeli).
- Nello stesso episodio è presente anche un riferimento al film Matrix, quando l'autista schiva il colpo di Sosuke, imitando i movimenti del celebre film.
- Un altro riferimento all'opera di Anno si ha in L'arrivo in Giappone della dea (capitolo delle terme), dove le scene nelle vasche delle terme di Okutama riprendono, per ambientazione e dialoghi, il finale dell'episodio Immersione nel magma.
- Nell'episodio Patient delle tenebre la storia narrata da Kaname Chidori è simile a quella raccontata da Eikichi Onizuka, il professore di Great Teacher Onizuka.
- Nell'episodio L'hot spot della quinta ora Issei Tsubaki nell'ennesimo tentativo di sfidare Sōsuke esegue una mossa identica al Fulmine di Pegasus, tecnica del personaggio Pegasus de I Cavalieri dello zodiaco.